# Standfussiana reisseri
Standfussiana reisseri är en fjärilsart som beskrevs av De Lajonquiére 1969. Standfussiana reisseri ingår i släktet Standfussiana och familjen nattflyn. Inga underarter finns listade i Catalogue of Life.